# Onejromancja
Onejromancja – sztuka przewidywania przyszłości na podstawie interpretacji snów, w tym także wywoływanych przez rytuały i praktyki magiczne specjalnie w celu jasnowidzenia.
Onejromancja jest praktykowana od najdawniejszych czasów, wzmianki o niej odnaleźć można w zabytkach piśmiennictwa starożytnego. Także Biblia wspomina o snach proroczych (np. Rdz 41. 16-36).
Niezmiennie popularnością cieszą się senniki, zawierające interpretacje symboliki marzeń sennych.